# Permanent TSB
Die Permanent TSB Group Holdings plc (bis 2013 Irish Life and Permanent) ist ein irisches Finanzdienstleistungsunternehmen mit Sitz in Dublin.

## Geschichte
Da die Irish Life and Permanent ebenfalls von der Finanzkrise und dem Platzen der irischen Immobilienblase massiv in Mitleidenschaft gezogen wurde, musste sie wie einige andere irische Finanzdienstleister vom Staat gerettet werden und wurde schließlich zerschlagen. Aufgrund der hohen Belastungen für das Kreditinstitut wurde im März 2011 bekanntgegeben, dass 4 Mrd. Euro benötigt werden. Kurz zuvor wurde bereits die Irish Life International Ltd. an die schwedische Bank SEB verkauft.
2013 wurde die Irish Life and Permanent schließlich aufgelöst, das profitable Versicherungsgeschäft wurde für 1,3 Mrd. Euro von Irland übernommen und kurz darauf an den kanadischen Finanzinvestor Great-west Lifeco verkauft. Der restliche Teil erhielt staatliche Unterstützung in Höhe von 2,7 Mrd. Euro, wurde in Permanent TSB Group Holdings plc umbenannt und ging in staatlichen Besitz über.